# Juri Knorr
Juri Knorr (ur. 9 maja 2000 we Flensburgu) – niemiecki piłkarz ręczny, reprezentant kraju grający na pozycji środkowego rozgrywającego. Od 2021 roku występuje w Bundeslidze, w drużynie Rhein-Neckar Löwen.

## Sukcesy

### Indywidualne
- 2023: Najlepszy młody zawodnik Mistrzostw Świata 2023[3]
- 2024: Najlepszy środkowy rozgrywający Mistrzostw Europy 2024[4]